# Joachim Israel
Joachim Israel, född 9 juni 1920 i Karlsruhe, Tyskland, död 15 maj 2001 i Halmstad, var en svensk professor i sociologi.

## Biografi
Efter att ha flyttat till Sverige 1938 var han lantarbetare i tio år. 
Israel deltog i debatten utifrån ett radikalt socialistiskt perspektiv och har av professorskollegor betecknats som "stridbar". I ungdomen var han sionist och socialdemokrat, senare humanistisk marxist (i motsats till strukturalistisk marxist). När han 1971 installerades som professor i Lund avslutade han sin installationsföreläsning med orden "all makt åt folket". Israel förespråkade en politisering av all samhällsvetenskap och menade att forskare måste välja sida i klasskampen. År 1987 efterträddes han som professor av Bengt Gesser.
Israel var under en tid kring 1980 influerad av miljörörelsen, men senare återvände han till en mer socialdemokratisk samhällssyn.
Han är också känd för att såsom själv av judisk börd vara en stark kritiker av staten Israels politik och försvarare av det palestinska folkets rättigheter. Hans första hustru Mirjam Israel var dotter till historikern Hugo Valentin.

## Verk
Israels arbeten har sin utgångspunkt i Karl Marx alienationsteori och influerades av modern symbolisk interaktionism med ursprung hos George Herbert Mead, men även av psykoanalysen och filosofer som Martin Buber och Peter Zinkernagel. Israel skrev även böcker på temat (relationell) socialpsykologi.
Israel disputerade 1956 vid Stockholms universitet och var professor i sociologi vid Lunds universitet 1971–1987.
År 1973 författade han också två populärvetenskapliga sociologiska böcker: Sociologi 1, respektive 2. I dessa böcker sökte han att på ett enkelt vis presentera sociologin för gemene man.
Kring 1980, då han var handledare för före detta folkpartisten Per Gahrtons arbete med sin doktorsavhandling, var Israel en av initiativtagarna till att bilda det svenska Miljöpartiet.
I sin bok Klappjakt på välfärden 1994 tar han stark ställning för välfärdsstaten och gör upp med nyliberalismens, enligt hans mening, ovetenskaplighet, och dess förödande inverkan på samhälle och individ.
Han granskade därtill Ulrike Meinhofs död i fängelse 1976, som medlem av en internationell kommitté.